# Witkeeloxylabes
De witkeeloxylabes (Oxylabes madagascariensis) is een zangvogel uit de familie Bernieridae (madagaskarzangers).

## Verspreiding en leefgebied
Deze soort is endemisch in noordwestelijk en oostelijk Madagaskar.

## Status
De grootte van de populatie is niet gekwantificeerd maar de soort wordt omschreven als algemeen in vochtige bossen. Op de Rode lijst van de IUCN heeft deze soort de status niet bedreigd.